# Kings
Kings es una serie dramática sobre una monarquía actual basada en el conocido relato bíblico de David y Goliat. Se concibió expresamente como una moderna reinterpretación de la historia del rey David. Fue emitida por la cadena estadounidense NBC. La primera temporada se componía de 13 entregas y se estrenó el 15 de marzo de 2009. Tras sus cinco primeros capítulos, sus malos resultados de audiencia causaron su retirada de la programación. Fue recuperada en la temporada veraniega, donde se ofrecieron los demás capítulos grabados. El 25 de julio de 2009 fue definitivamente cancelada.  

## Trama
Creada por Michael Green (Heroes), Kings es una historia épica de poder y ambición, guerra y romance, amores prohibidos y alianzas secretas, rodeando a un joven héroe que llega rápidamente al poder en un reinado moderno.
Gilboa, creada por la unión de tres reinos enfrentados entre sí, tiene su capital en Shiloh, una gran metrópolis construida de las cenizas, después del fin de la guerra. Es gobernada por el Rey Silas Benjamin (Ian McShane), que cree que fue designado por Dios para guiar su país cuando un grupo de mariposas se le posó en la cabeza, formando una corona.
Casado con Rose Benjamin (Susanna Thompson), tiene dos hijos: Jack Benjamin (Sebastian Stan), y Michelle Benjamin (Allison Miller).
Jack, que es secretamente homosexual, y su cuñado, William Cross (Dylan Baker), uno de los pilares de la economía de Gilboa, traerán a Silas muchos problemas. 
Aparte de su familia "oficial", el Rey Silas tiene una amante, su amor verdadero, a quién tuvo que renunciar para ser Rey, y un hijo pequeño que viven en el campo. 
En este mundo aparece David Shepherd (Christopher Egan), un soldado de Gilboa que lucha contra Gath. 
Cuando salva a dos prisioneros de guerra (entre los cuales se encuentra el hijo del Rey) y destruye a un tanque modelo Goliat, su vida cambia por completo.
Junto a los protagonistas, la serie cuenta con el General Linus Abner (Wes Studi) y el Reverendo Ephram Samuels (Eamonn Walker).

## Reparto
- Christopher Egan como Capitán David Shepherd.
- Ian McShane como Rey Silas Benjamin.
- Susanna Thompson como Reina Rose Benjamin.
- Allison Miller como  Princesa Michelle Benjamin.
- Sebastian Stan como Príncipe Jack Benjamin.
- Eamonn Walker como Reverendo Ephram Samuels.
- Dylan Baker como William Cross.
- Wes Studi como General Linus Abner.
- Sarita Choudhury como Helen Pardis.

Actores invitados
- Macaulay Culkin como Andrew Cross, hijo de William Cross y sobrino del rey.
- Brian Cox como Vesper Abaddon.

- Datos: Q467593